# Звучна венечна шипяща проходна съгласна
Звучната венечна шипяща проходна съгласна е вид съгласен звук, използван в много говорими езици. В Международната фонетична азбука той се отбелязва със символа z. В българския език е звукът, обозначаван със „з“.
Звучната венечна шипяща проходна съгласна се използва в езици като английски (zoo, [zuː]), арабски (زائِر, [ˈzaːʔir]), хинди (ज़मीन, [zəmiːn]), японски (全部, [zembɯ]).